# Isaiah Cousins
Isaiah Devonte Cousins (Mount Vernon, Nueva York, 13 de marzo de 1994) es un baloncestista estadounidense que pertenece a la plantilla del Bosna Sarajevo de la Liga de Bosnia y Herzegovina. Con 1,96 metros de estatura, juega en la posición de base.

## Trayectoria deportiva

### Universidad
Jugó cuatro temporadas con los Sooners de la Universidad de Oklahoma, en las que promedió 9,7 puntos, 3,9 rebotes y 2,7 asistencias por partido. En 2016 fue incluido en el tercer mejor quinteto de la Big 12 Conference, acabando además en la quinta posición histórica de los Sooners en porcentaje de acierto en triples, con un 40,7%.

### NBA
Fue elegido en la quincuagésimo novena posición del Draft de la NBA de 2016 por Sacramento Kings. El 25 de octubre fue despedido sin llegar a comenzar la temporada.

## Profesional
Durante la temporada 2016-17, formaría parte de la plantilla de Reno Bighorns de la NBA D-League y la temporada siguiente jugaría en Salt Lake City Stars de la misma liga.
Tras una primera experiencia en Europa en las filas del Cholet Basket de la LNB Pro A, en la temporada 2018-19 regresaría a los Salt Lake City Stars de la NBA D-League.
En la temporada 2019-20, juega en las filas del Hapoel Jerusalem B.C. de la Ligat Winner israelí, pero acabaría la temporada en el Peristeri BC de la A1 Ethniki.
En la temporada 2020-21, juega en las filas del Hapoel Gilboa Galil Elyon de la Ligat Winner israelí.
El 29 de enero de 2022, firma por el BC Kalev de la Alexela Korvpalli Meistriliiga de Estonia.
El 3 de marzo de 2022 fue adquirido por los Maine Celtics de la G League.
El 10 de agosto de 2022 fichó por el Maccabi Rishon LeZion de la Liga Leumit.
El 19 de marzo de 2023 fichó por el Hapoel Haifa B.C. de la Ligat ha'Al israelí.